# Hymenophyllum armstrongii
Hymenophyllum armstrongii är en hinnbräkenväxtart som först beskrevs av Bak., och fick sitt nu gällande namn av Oskar Kuhn. Hymenophyllum armstrongii ingår i släktet Hymenophyllum och familjen Hymenophyllaceae. Inga underarter finns listade.